# جوناثان جونز (فنان)
جوناثان جونز (بالإنجليزية: Jonathan Jones)‏ هو فنان أسترالي، ولد في 1978 في سيدني في أستراليا.